# 福斯特龙属
福斯特龙（属名：Fostoria）是一属禽龙类鸟脚亚目恐龙，化石发现于澳大利亚新南威尔士州的格里曼溪组，模式种兼唯一种羊圈福斯特龙（Fostoria dhimbangunmal）命名于2019年。

## 分类
叙述者将福斯特龙归类于禽龙科，并将其纳入最近的系统发育矩阵中，但进行了一些修改和重新编码。它被发现是一个由阿纳拜斯龙、木他龙和小头龙组成的演化支的最原始成员，由以下近裔共征支持：
- 额骨与颅顶的接触面积小于25%
- 枕旁突向侧面延伸且略向远端背腹侧扩张
- 尾肋位于神经弓上

然而，最近一项使用Bell等人（2019年）的矩阵进行系统发育分析发现福斯特龙属于凹齿龙形态类，与衍生的凹齿龙科有以下共同特征：①上枕骨与后耳骨间几乎垂直的骨缝；②股骨远端远外髁的长度（不考虑其后外髁）小于股骨远端总宽度的40%。

## 发现历史
1984年，蛋白石矿工鲍勃·福斯特（Bob Foster）在闪电岭发现一块鸟脚类椎骨。福斯特最初认为它是石化的马蹄。福斯特最终在其矿井中发现了更多化石，并将该发现展示给悉尼澳大利亚博物馆的古生物学家。古生物学家亚历山大·里奇（Alexander Ritchie）和一些军队预备役人员在看过该化石后前往矿场挖掘更多化石。化石业已准备完成，但直到2015年才正式研究。福斯特在21世纪初将这些化石从一家私人蛋白石博物馆移走，并在闪电岭的澳大利亚蛋白石博物馆展出，后来捐赠给该博物馆直到今天。

## 词源
属名取自化石发现者罗伯特·福斯特；种名在当地原住民（Yuwaalaraay人、Yuwaalayaay人和Gamilaraay人）的语言中的意思为羊牧场或羊圈，也是发现该恐龙化石地区的名称。